# Велегож (городище)
Велегож — городище, расположенное в 1 км от села Велегож Заокского района Тульской области.
На городище найдены и изучены материалы рубежа, относящихся к памятникам археологии типа УПА-2 (1-й век до н. э. — 1-й век н.э), мощинской культуры (IV—V веков) и древнерусского времени (XI—XII веков). В системе памятников мощинской культуры оно относится к группе поселений Окско-Донского водораздела, представляет собой остатки недолго просуществовавшего и погибшего в результате нападения посёлок.

## Типография памятника
Памятник расположен менее чем в 2,5 км от русла реки Ока, в бассейне небольшой речки Скнижка, в 1 км к северо-востоку от села Велегож и расположено на мысу при слиянии двух оврагов, по одному из которых протекает безымянный ручей, левый приток реки Скнижка. Площадка овальная, размером 70Х40 метров, высота от дна оврага 10-15 метров. С напольной южной стороны городище защищен валом высотою до 3,5 метров и рвом глубиною до 3 метров.

## История
При обследовании местности отводимой под дачный посёлок, сотрудник центра по охране и использованию памятников истории и культуры Тульской области О. Н. Заидов, обнаружил древнее городище. Несмотря на то, что рядом расположенная местность была застроена многочисленными базами отдыха и дачными посёлками, расположенное в лесу городище, не было известно археологам и не разграблено «чёрными копателями». В июне 2012 года археологической экспедицией Государственного музея-заповедника «Куликово поле» произведены раскопки.

## Исследования городища
На исследовавшийся территории городища было заложено 3 раскопа общей площадью 150 м². Культурный слой составлял 0,2-0,3 метра. В 1-м раскопе найдены комплексы построек и подборка керамики мощинской посуды гуннского времени, небольшое количество древнерусской посуды грубой лепной керамики. В 2-м обнаружен клад женских украшений мощинской культуры — стеклянные и янтарные бусы, иные женские украшения. Также во 2-м и 3-м раскопах обнаружены и исследованы постройки: размером 6,3Х4; 3,5Х1,8; 2,6Х2,6; 3,6Х1,9 метров. Все изученные постройки имели следы пожара, что говорит об окончании мощинского поселения в результате штурма или осады. Велегожский клад-ларчик содержащий престижный обрядовый женский убор, является наиболее интересным среди комплекса находок. Был обнаружен в небольшой ямке, выкопанной в непосредственной близости от городищенской постройки, что явствует об осаде городища. Датировка определена серединой V века и является уникальной находкой для лесной и лесостепной зоны Центральной России. Основная масса находок в раскопах связана с ременными гарнитурами, детали на лобных венчиков, подвесы, булавки, фибулы и их части, бляшки-нашивки, а также различные предметы из железа, предметы бронзовых украшений, наконечники стрел аналоги которых относятся к гуннскому времени.